# Lunar Manifesto
Lunar Manifesto – drugi studyjny album brazylijskiego zespołu death metalowego Semblant. Został wydany 11 lipca 2014 roku przez Shinigami Records w Brazylii. Album został ponownie wydany na całym świecie dwa lata później, 8 lipca 2016 roku, przez wytwórnię Davida Ellefsona (Megadeth), EMP Label Group.
Ukazały się teledyski dla utworów "What Lies Ahead", "Dark of the Day" i "Incinerate" oraz Lyrics Video do utworu "The Shirne". Oba są dostępne na portalu YouTube.

## Lista utworów
1. "Incinerate" (4:45)
2. "Dark of the Day" (5:03)
3. "What Lies Ahead" (4:41)
4. "The Shrine" (5:42)
5. "Bursting Open" (4:12)
6. "Mists Over the Future" (5:39)
7. "The Hand That Bleeds" (4:52)
8. "Selfish Liar" (5:57)
9. "Ode to Rejection" (4:01)
10. "The Blind Eye" (3:57)
11. "Scarlet Heritage (Legacy of Blood, Pt. 3)" (5:08)